# 親衛隊下級小隊領袖

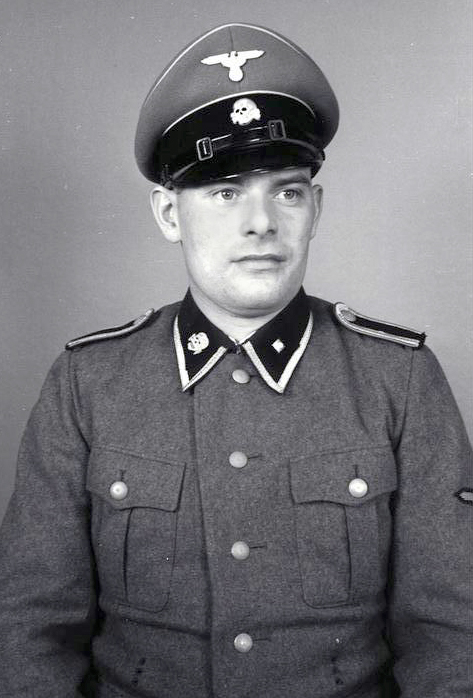
一位任職於毛特豪森－古森集中營的親衛隊下級小隊領袖。

親衛隊下級小隊領袖（德語：Unterscharführer）是納粹德國準軍事組織「親衛隊」的一個階級，存在於1934年至1945年間。本階級於造成親衛隊自納粹黨準軍事部隊「衝鋒隊」中分離的長刀之夜後創設。
下級小隊領袖的官等標記為帶有一個銀色方形的黑底襟章，肩章則與德意志國防軍軍士所配掛的樣式相同，兩者的官等亦相當。

## 創設
下級小隊領袖原先是自「衝鋒隊小隊領袖」中分離出來的一個官階。1934年後，親衛隊下級小隊領袖的地位已等同於衝鋒隊小隊領袖；在親衛隊的編制中，下級小隊領袖的官等較親衛隊小隊領袖為低，但較親衛隊分隊領袖為高。
下級小隊領袖是親衛隊中地位最低的士官，其職務亦十分多樣化。

## 使用

### 一般親衛隊
在一般親衛隊中，下級小隊領袖通常負責指揮一支成員規模介於7至15人的親衛隊小隊。本階級在如親衛隊保安處與別動隊等情治機構中相當常見。

### 親衛隊骷髏總隊
在納粹集中營內，下級小隊領袖通常會擔任負責管理個別營房所屬囚犯的營房長。營房長在猶太人大屠殺中扮演著相當重要的角色，且經常指揮強迫人犯執行各項死亡勞動任務的特別支隊。

### 武裝親衛隊
在武裝親衛隊中獲授此階級者通常是資淺的小隊指揮官。

## 標記

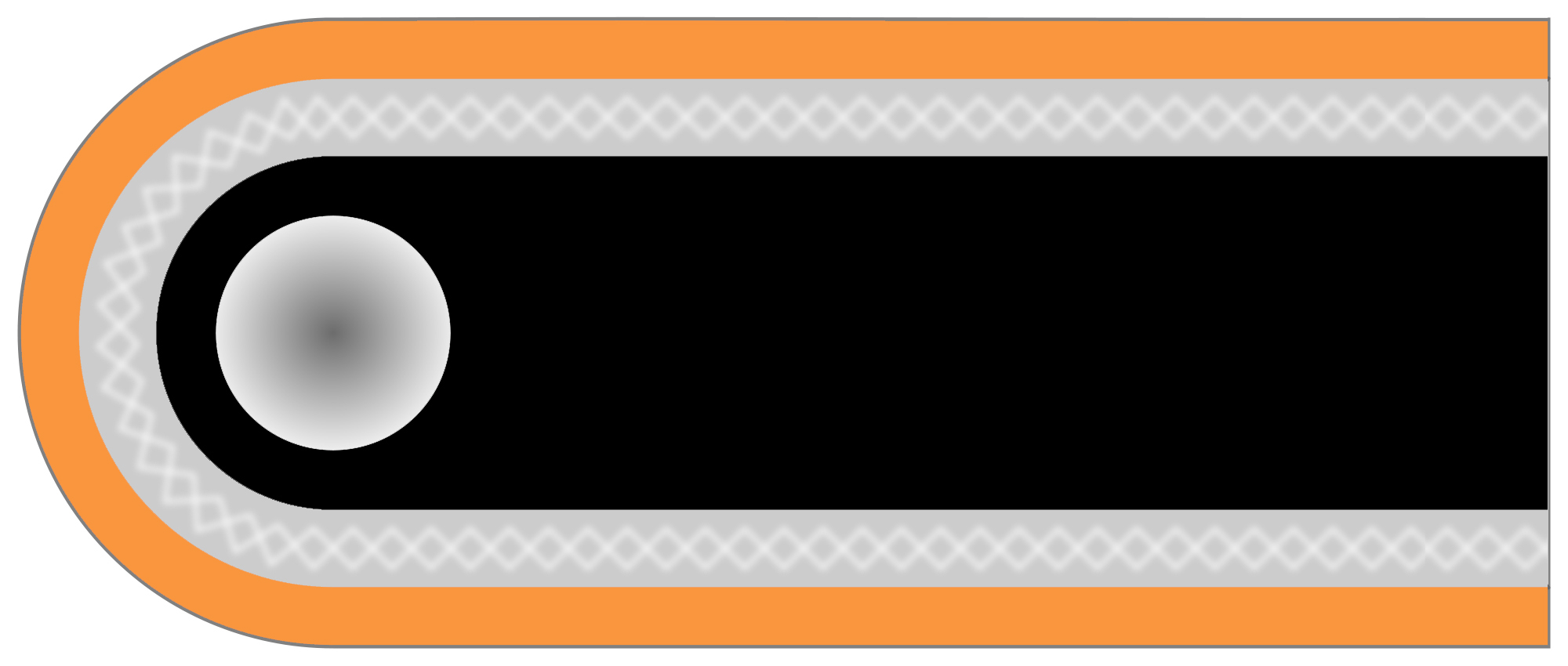
肩章
襟章
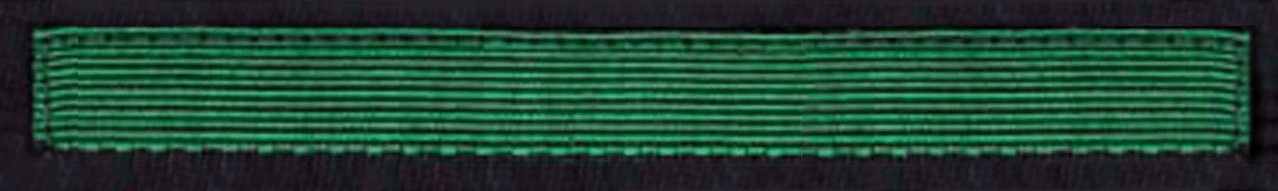
袖章

## 引用
1. 1 2 3  McNab 2009，第30頁.
2. ↑  Flaherty 2004，第148頁.

## 圖書
- Flaherty, T. H. . Time-Life Books, Inc. 2004 [1988]. ISBN 1 84447 073 3.
- McNab, Chris. . Amber Books Ltd. 2009. ISBN 978-1-906626-49-5.